# Mihriay Erkin
Mihriay Erkin (Toqquzaq, 1989 o 1990 - camp d'internament a prop de Kaixgar, 20 de desembre de 2020) va ser una estudiant i investigadora uigur de nacionalitat xinesa. Investigadora al prestigiós Institut de Ciència i Tecnologia de Nara al Japó, país on havia emigrat el 2014 després dels seus estudis a la Universitat Jiao Tong de Xangai, es veié obligada a tornar el 18 de juny del 2019 a la Xina per a veure els seus pares. Tot just quan va arribar les autoritats xineses li van confiscar el passaport i fou assignada a residència primer. Posteriorment, al febrer de 2020, fou detinguda i empresonada com molts altres uigurs. Enviada al centre d'internament de Yanbulaq, a prop de la ciutat de Kaixgar, hi va morir el 20 de desembre del 2020.
Era la neboda d'Abduweli Ayup, un famós lingüista i intel·lectual uigur exiliat a Noruega. que pensa que el govern xinès es venja d'ell encarcerant diversos membres de la seva família com també la seva germana Sajidgul Ayup condemnada a 12 anys de detenció o el seu germà Erkin que ha de fer 14 anys de presó.
El diari francès Libération publicà un article sobre Mihriay el 2 de juny de 2021. Dos dies després l'eurodiputat i assagista francès Raphaël Glucksmann, marcat a la llista negra del règim xinès d'ençà del 23 de març del mateix any, va emetre 8 tuits amb fragments de la publicació fent-se portaveu de la persecució dels uigurs.